# 1973年香港
|        | 香港歷史 \| 香港歷史年表                                                                                                   |
| 世紀： | 19世紀香港 \| 20世紀香港 \| 21世紀香港                                                                                     |
| 年代： | 1940年代香港 \| 1950年代香港 \| 1960年代香港 \| 1970年代香港 \| 1980年代香港 \| 1990年代香港 \| 2000年代香港               |
| 年份： | 1969年香港 \| 1970年香港 \| 1971年香港 \| 1972年香港 \| 1973年香港 \| 1974年香港 \| 1975年香港 \| 1976年香港 \| 1977年香港 |
| 紀年： | 癸丑年（牛年）、香港開埠132周年、香港重光28周年                                                                            |

## 政府

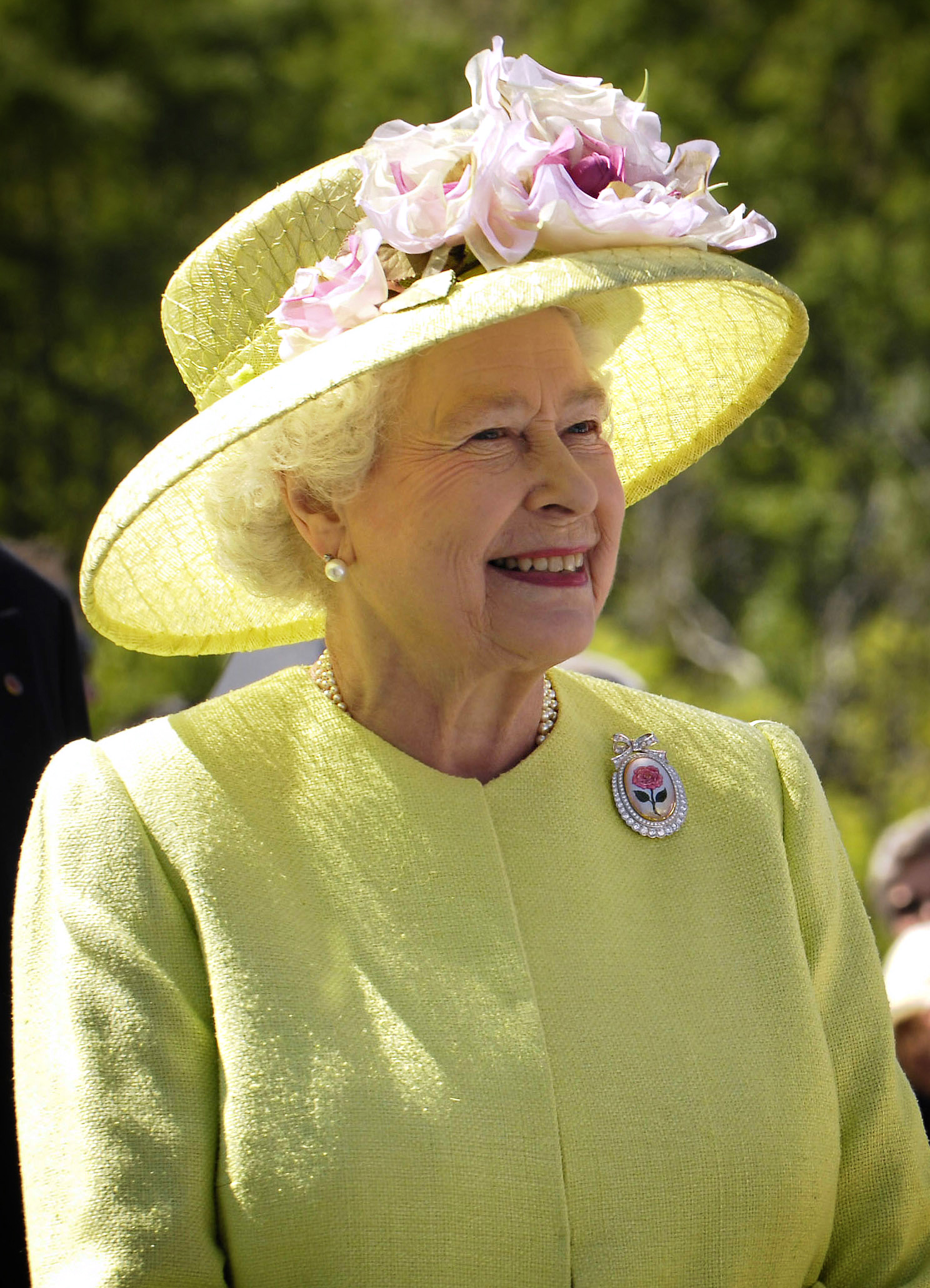
英国君主：伊丽莎白二世
輔政司：羅弼時

## 大事記
- 1月9日 北角電器道屈臣氏工業大廈發生五級大火，造成5死40傷。
- 1月17日 公務員延長退休年齡至60歲。
- 1月18日 梅窩黃公田窩田村一個農戶因父親炒飯時誤將除草劑當成豉油，導致一家九口中的五人中毒，包括50餘歲男女戶主及其中三名5至12歲子女，其餘四名子女因上課避過一劫，五人緊急送長沙嶼南醫院[註 1]救治，惟該院設備簡陋，欠缺洗胃機器而延誤病情，三天後轉送設施較佳的瑪麗醫院仍回天乏術，於27日至翌月21日先後傷重不治。[1][2]
- 1月27日 耗資1億5千萬，葵涌1號貨櫃碼頭正式啓用。
- 2月13日 美國國家安全顧問基辛格訪港。
- 2月14日 財政司夏鼎基宣佈興建地下鐵路。
- 2月26日 
  - 首次香港藝術節開幕。
  - 赤柱舂坎角女傭命案, 全港首宗以科學鑒證結果，作為控方證據及定罪的案件。
- 3月9日 恒生指數升至1973年香港股災前的歷史新高1774.96點。
- 3月12日 過戶處發現合和假股票，於是三間交易所立即停止合和掛牌買賣。
- 3月25日 1973年度香港小姐競選於香港希爾頓酒店舉行[3]，狄波拉奪得冠軍，由周啟邦夫人加冕后冠[4]。
- 3月26日 股災發生，兩個多小時內，恒生指數下跌188.7點，跌幅之大前所未有。
- 3月27日 九龍城衙前圍道142號嘉華銀行發生劫案，四名賊人持械行劫，一隊衝鋒隊到場後發生槍戰，警長被擊斃。
- 3月28日 港府宣佈設立撲滅罪行委員會。
- 3月30日 藍塘海峽發生撞船事故，3死31傷。
- 4月1日 成立房屋委員會及房屋署[註 2]。
- 4月4日 柴灣新區十四座十樓908室，男子懷疑妻子結識男友，一怒下用鐡摺椅襲擊妻子致後腦爆裂，當場死亡。
- 4月19日 赤柱監獄囚犯因伙食問題發生騷動。[5]
- 4月24日 西洋菜街48號發生命案。
- 4月25日 大坑東邨第九座一單位發生命案。[6]
- 4月28日 恒生指數跌至779點，交易所採取第二次挽救行動。
- 5月16日 香港黃金價格飛漲，每両迫近680元，創戰後新高紀錄。
- 5月23日 天主教香港教區首任華人主教徐誠斌與香港醫務總監蔡永業醫生午餐時因心臟病發猝死，享年53歲。
- 6月24日 無線電視舉辦其第1屆香港小姐競選。
- 6月27日 香港金銀貿易場九九金價每両升至756.5元，創二十多年最高紀錄。
- 7月3日 信報創刊，社長為林山木。
- 7月6日 恒生指數跌破500點，以494.45點收市。
- 7月16日—17日 颱風黛蒂擦過西貢半島東邊，天文台懸掛兩年來首次九號風球，1死38傷。
- 7月19日 禮頓道仙掌招待所血案。[7]
- 7月20日 香港武打明星李小龍猝死，享年32歲。[8][9]
- 7月22日 大嶼山巴士於羌山道墮崖，釀成17死23傷慘劇。[10]
- 8月7日 廉署0引用防止賄賂條例檢控警司韓德。
- 8月14日 深水埗元州街471號渣打銀行械劫殺警案。
- 8月16日 香港油麻地小輪公司第一艘水上的士開航。
- 8月24日 土瓜灣馬頭圍道117號2樓一間公寓發生劫殺案[11]。
- 8月26日 香港市民學生舉行「反貪污，捉葛柏」集會。
- 9月4日 青衣大橋開通啟用。
- 9月6日 南豐紗廠發生四級火，造成兩次爆炸，16名消防員受傷。
- 10月17日 英皇御准香港賽馬會在跑馬地馬場舉行第一次夜馬。
- 10月17日 港督於立法會上宣佈，將偵查貪污事件的責任由警務處移交另一獨立機構，名為撲滅貪污專員公署，即廉政專員公署的前身，由姬達出任廉政專員。
- 10月24日 荃灣仁濟醫院舉行落成典禮，港督麥理浩主持揭幕。
- 11月5日 鰂魚涌福昌樓殺人放火案。[12]
- 11月14日 取消黃金雙價制度，香港金價即時暴瀉。
- 11月23日 香港節揭幕，港督主持亮燈儀式。
- 11月27日 九龍仔公園劫殺案。[13]
- 12月1日：
  - 下午5時，麗的電視（今稱亞洲電視）將有線收費播映改為無線免費播映[14]。
  - 同日晚上11時54分，位於灣仔告士打道77-79號的麗的電視大廈，天台一間儲物房發生一級火警[15]，翌日0時40分撲熄，儲物房被嚴重焚燬。
  - 同日晚上，第三屆香港節小姐競選決賽在中環皇后像廣場舉行，由雷夢娜奪得冠軍。
- 12月6日 香港聯合醫院揭幕啟用。
- 12月11日 第三十一屆工展會由港督麥理浩主持揭幕，工展會之後停辦21年，要到1994年11月才舉辦第三十二屆工展會。
- 12月25日 大帽山錄得零下1度低温。
- 中環康樂大廈落成，係當年全港最高建築物
- 因應第一次石油危機，港府在當年10月宣布實施燈火管制
- 香港教育專業人員協會成立，首任主席為司徒華
- 隨新亞書院遷入沙田馬料水，香港中文大學建設工程大致完工。

## 節慶
下列節慶，如無註明，均是香港的公眾假期，同時亦是法定假日（俗稱勞工假期）。有 # 號者，不是公眾假期或法定假日（除非適逢星期日或其它假期），但在商業炒作下，市面上有一定節慶氣氛，傳媒亦對其活動有所報導。詳情可參看香港節日與公眾假期。
- 1月1日（星期一）：元旦（根據法定假日放假的機構，或會冬至放假，元旦不放假）
- 2月2日（星期五）：農曆年初一之前一日（是法定假日，但不是公眾假期，根據法定假日放假的機構，或會農曆年初二放假，年初一之前一日不放假。部份機構或會提早下班）
- 2月3日（星期六）：農曆年初一
- 2月4日（星期日）：農曆年初二（根據法定假日放假的機構，或會農曆年初二放假，年初一之前一日不放假）
- 2月5日（星期一）：農曆年初三（是公眾假期，但不是法定假日）
- 2月6日（星期二）：農曆年初四（補2月4日）（是公眾假期，但不是法定假日）
- 4月4日（星期三）：兒童節 #
- 4月5日（星期四）：清明節
- 4月16日（星期一）：英女皇壽辰（是公眾假期，但不是法定假日）
- 4月20日（星期五）：耶穌受難節（是公眾假期，但不是法定假日）
- 4月21日（星期六）：耶穌受難節翌日（是公眾假期，但不是法定假日）
- 4月23日（星期一）：復活節星期一（是公眾假期，但不是法定假日）
- 6月5日（星期二）：端午節
- 7月2日（星期一）：7月份第一個周日（是公眾假期，但不是法定假日）
- 8月6日（星期一）：8月份第一個星期一（是公眾假期，但不是法定假日）
- 8月27日（星期一）：8月份最後一個星期一為重光紀念日（是公眾假期，但不是法定假日）
- 9月11日（星期二）：中秋節 #
- 9月12日（星期三）：中秋節翌日
- 10月4日（星期四）：重陽節（是公眾假期，但不是法定假日）
- 10月31日（星期三）：萬聖夜 #
- 12月22日（星期六）：冬至（是法定假日，但不是公眾假期，根據法定假日放假的機構，或會元旦放假，冬至不放假。部份機構或會提早下班）
- 12月24日（星期一）：平安夜#（不是公眾假期或法定假日，但部份機構或會提早下班或放假一天）
- 12月25日（星期二）：聖誕節（是公眾假期，但不是法定假日）
- 12月26日（星期三）：聖誕節後第一個周日（是公眾假期，但不是法定假日）
- 12月31日（星期一）：公曆除夕# （不是公眾假期或法定假日，但部份機構或會提早下班或放假一天）

## 出生人物
- 1月3日——孫耀威，香港男演员、歌手。
- 2月18日——黎瑞恩，前香港歌手。
- 3月13日——黃金寶，香港單車運動選手。
- 5月2日——邵美君，香港女演員。
- 7月5日——李紫昕，香港兒歌歌手、電台DJ。
- 8月16日——李若彤，香港女演員。
- 9月17日——蔡少芬，香港女演員。
- 12月3日——梁志健（森美），香港男演員、電視節目主持人。

## 逝世人物
- 5月23日——徐誠斌，天主教香港教區第三任主教，同時為首位華人主教
- 7月20日——李小龍 國際影星兼武術宗師